# فرودگاه جوبا
فرودگاه جوبا (به انگلیسی: Juba Airport) یک فرودگاه نظامی و غیرنظامی با کد یاتا JUB است که یک باند فرود آسفالت دارد و طول باند آن ۲۴۰۰ متر است. این فرودگاه در شهر جوبا کشور سودان جنوبی قرار دارد و در ارتفاع ۴۶۱ متری از سطح دریا واقع شده است.

## شرکت‌های هواپیمایی و مقصدهای پروازی

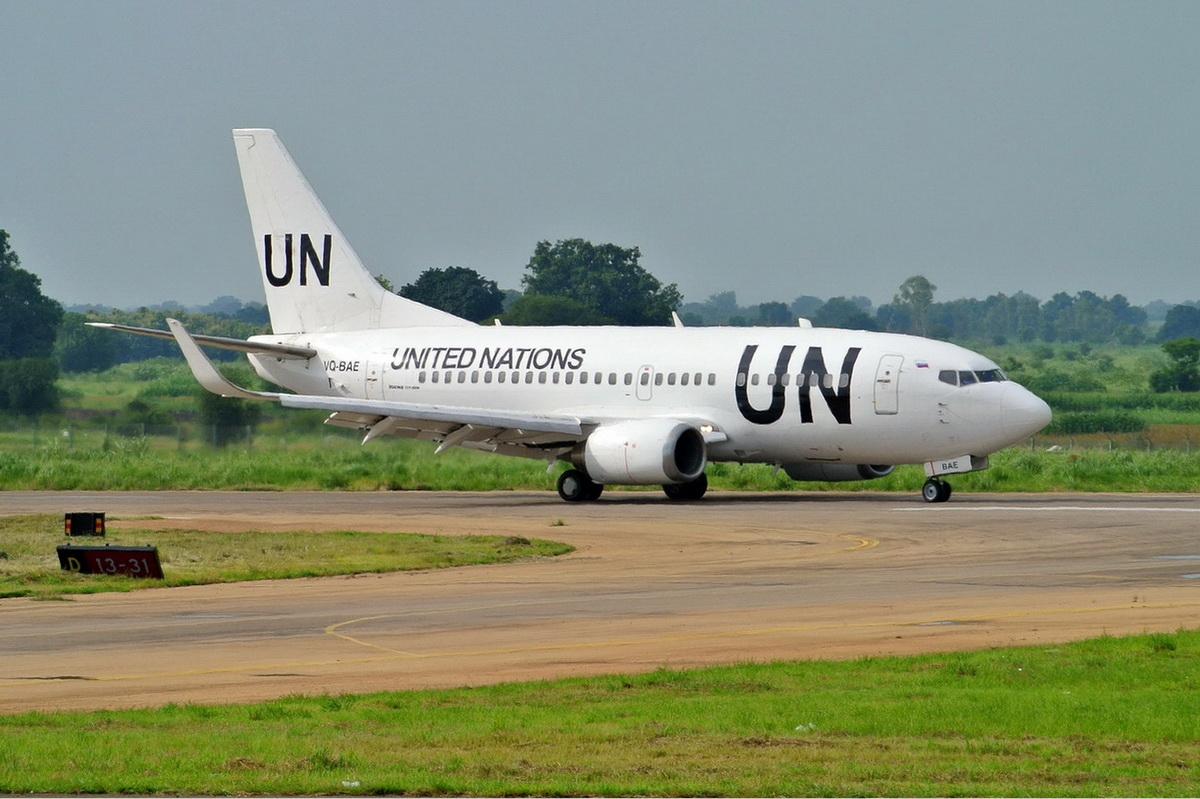
یوتی‌ایر اوییشن operated for United Nations Humanitarian Air Service taxiing at Juba Airport.

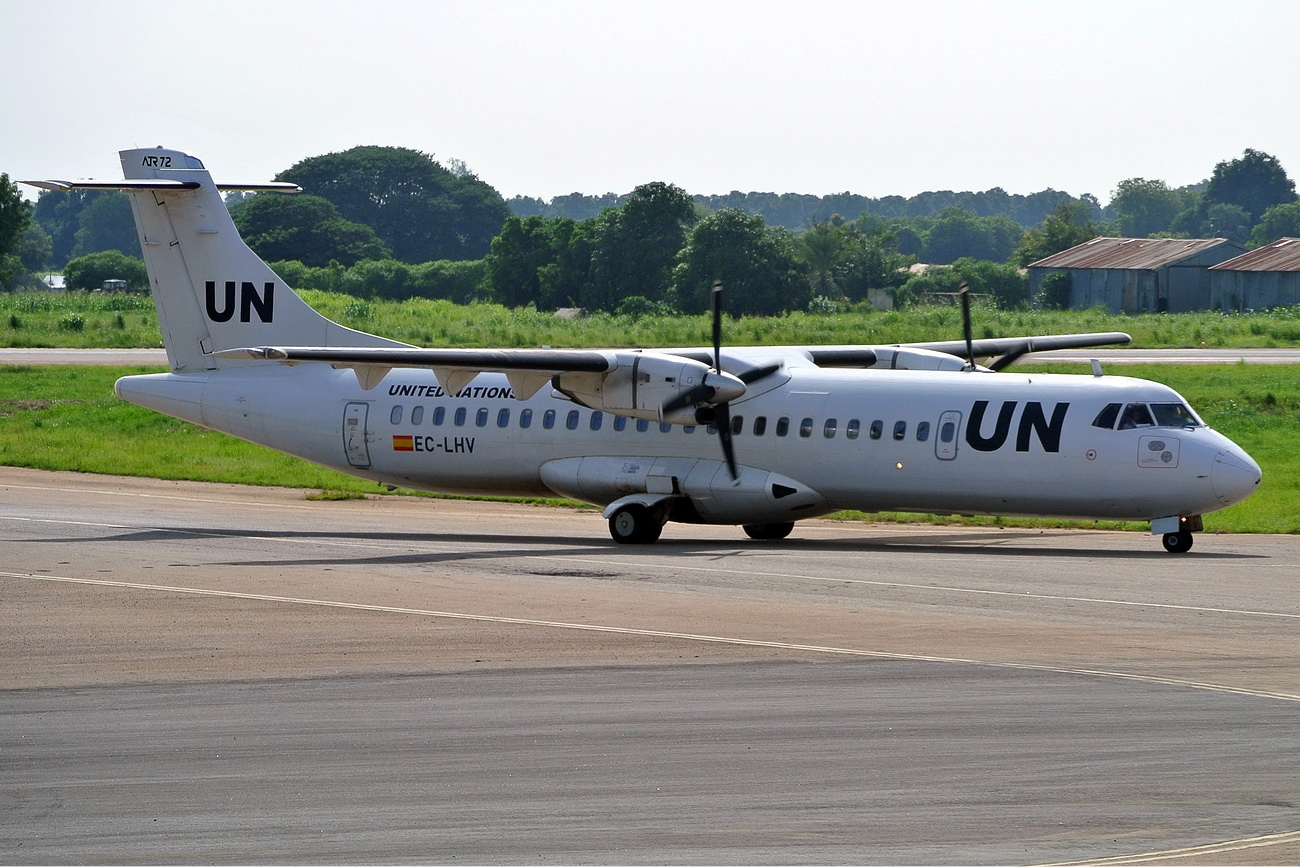
Swiftair operated for United Nations Humanitarian Air Service taxiing at Juba Airport.

### مسافری
| شرکت‌های هواپیمایی                           | مقصدهای پروازی |
| ------------------------------------------- | -------------- |
| Badr Airlines اجرا توسط Mid Africa Aviation | خرطوم          |
| هواپیمایی مصر                               | قاهره          |
| هواپیمایی اتیوپی                            | بوول، انتبه    |
| Fly540                                      | جومو کنیاتا    |
| فلای‌دبی                                     | دوبی           |
| کنیا ایرویز                                 | جومو کنیاتا    |
| نووا ایرویز                                 | خرطوم          |
| رواندایر                                    | انتبه، کیگالی  |
| سودان ایرویز اجرا توسط یان‌ایر               | خرطوم          |

### باری
| شرکت‌های هواپیمایی | مقصدهای پروازی  |
| ----------------- | --------------- |
| Astral Aviation   | جومو کنیاتا     |
| هواپیمایی اتیوپی  | بوول، بوجومبورا |
| Safe Air (Kenya)  | جومو کنیاتا     |